# Леопардова генета
Леопардовата генета (Genetta pardina) е вид бозайник от семейство Виверови (Viverridae).

## Разпространение
Видът е разпространен в Буркина Фасо, Гамбия, Гана, Гвинея, Гвинея-Бисау, Кот д'Ивоар, Либерия, Мали, Сенегал и Сиера Леоне.